# Anna Galicka
Anna Galicka – polska naukowiec, biolog, doktor habilitowany nauk medycznych.

## Życiorys
W 1986 ukończyła biologię na Uniwersytecie Marii Skłodowskiej-Curie w Lublinie. Na piątym roku studiów rozpoczęła pracę w Zakładzie Biologii Molekularnej tej uczelni. W 1987 rozpoczęła pracę na Akademii Medycznej w Białymstoku. W 1994 pod kierunkiem prof. Andrzeja Gindzieńskiego z Zakładu Chemii Ogólnej i Organicznej obroniła pracę doktorską "Charakterystyka czynników elongacyjnych eEF-2 izolowanych z komórek wątroby szczurów zdrowych i nabłoniaka Guerin, z uwzględnieniem ich fosforylacji" uzyskując stopień naukowy doktora nauk medycznych. W 2010 na podstawie osiągnięć naukowych i złożonej rozprawy "Czynniki determinujące heterogenność genotypową i fenotypową wrodzonej łamliwości kości" uzyskała stopień naukowy doktora habilitowanego nauk medycznych.
Od 2014 pełni funkcję kierownika Zakładu Chemii Medycznej UMB.